# Petr Hnídek
Petr Hnídek (* 4. února 1953) je bývalý český hokejový brankář. Po skončení aktivní kariéry působil v Ústí nad Labem jako trenér.

## Hokejová kariéra
V československé lize chytal za CHZ Litvínov a Duklu Jihlava. S Duklou Jihlava získal v roce 1974 mistrovský titul. Ve druhé lize chytal v letech 1974 až 1982 za Slovan Ústí nad Labem.

## Klubové statistiky
| 1972/1973 | CHZ Litvínov          | 1. liga | 2 | 1,94 | - |
| 1973/1974 | Dukla Jihlava         | 1. liga | 2 | 1,33 | - |
| 1974/1975 | Slovan Ústí nad Labem | 2. liga | - | -    | - |
| 1975/1976 | Slovan Ústí nad Labem | 2. liga | - | -    | - |
| 1976/1977 | Slovan Ústí nad Labem | 2. liga | - | -    | - |
| 1977/1978 | Slovan Ústí nad Labem | 2. liga | - | -    | - |
| 1978/1979 | Slovan Ústí nad Labem | 2. liga | - | -    | - |
| 1979/1980 | Slovan Ústí nad Labem | 2. liga | - | -    | - |
| 1980/1981 | Slovan Ústí nad Labem | 2. liga | - | -    | - |
| 1981/1982 | Slovan Ústí nad Labem | 2. liga | - | -    | - |